# Бусыгина, Ирина Марковна
Ири́на Ма́рковна Бусы́гина (урождённая Червяко́ва, в первом замужестве Мельник; род. 29 марта 1964, Москва) — российский политолог, доктор политических наук, кандидат экономических наук. Профессор НИУ ВШЭ в Санкт-Петербурге (2017—2022) и Москве (2010—2012), профессор МГИМО (1999—2016). Эксперт Российского совета по международным делам и Московской школы политических исследований, член правления российской Ассоциации европейских исследований. Лауреат Государственной премии РФ для молодых учёных в области науки и техники (1997) и премии Европейской академии (1996).

## Биография
Родилась 29 марта 1964 года. Внучка актёра Е. А. Червякова.
В 1982—1988 годах — студентка географического факультета МГУ, специализировалась по кафедре экономической географии капиталистических стран. В 1988—1992 годах — аспирантка Института Европы.
В марте 1992 года получила учёную степень кандидата экономических наук, защитив в Институте Европы РАН диссертацию на тему «Региональные проблемы Европейского сообщества в условиях завершения создания единого внутреннего рынка». В 1992—1994 годах — старший научный сотрудник Института Европы, в 1994—1999 годах — заведующая сектором региональных и социальных проблем.
В 1999—2016 годах работала профессором на кафедре сравнительной политологии факультета политологии МГИМО (У) МИД России. В 2002 году получила учёную степень доктора политических наук, защитив в МГИМО диссертацию на тему «Политическая роль регионов в структуре Европейского союза: концептуальные и прикладные аспекты». В 2004—2016 годах была директором Центра региональных политических исследований МГИМО.
С 2010 по 2012 годы — профессор кафедры сравнительной политологии Факультета прикладной политологии Высшей школы экономики. В 2011 и 2012 году выигрывала звание «Лучший преподаватель Вышки».
С 2017 по 2022 год была профессором Высшей школы экономики в Санкт-Петербурге, где работала в Департаменте прикладной политологии (в 2020 году реорганизованного в Департамент политологии и международных отношений) Санкт-Петербургской школы социальных наук и востоковедения, а также заведовала Центром сравнительных исследований власти и управления.
Мастер спорта по фехтованию. Муж — баварец, двое дочерей. 
7 февраля 2025 года была признана Минюстом РФ иностранным агентом.

## Научная деятельность
Научные интересы: федерализм и регионализм в Западной Европе, Германии и России, отношения «центр — периферия», региональная политика, региональная политическая культура, европейская интеграция. Автор более 10 книг по этим тематикам. В соавторстве с Михаилом Филипповым выпустила книгу «Политическая модернизация государства в России: Необходимость, направления, издержки, риски». Член редколлегии журнала «Вестник Пермского университета. Политология».

## Публикации
Более 200 публикаций на русском, английском, немецком языках, включая книги:
- «Регионы Германии». — М.: РОСПЭН «Российская политическая энциклопедия» , 2000.
- Концептуальные основы европейского регионализма // Регионы и регионализм на Западе и в России. — М.: Институт Европы, 2001.
- Стратегии европейских регионов как ответ на вызовы интеграции и глобализации. — М.: Интердиалект, 2003.
- New Frontiers of Europe: Opportunities and Challenges, Ed. by Irina Busygina and Olga Potemkina. Moscow: MGIMO University, 2003. (рус.)
- Sum ergo cogito. Политический мини-лексикон. — М., 2006. (в соавторстве с Андреем Захаровым)
- Идентичность и суверенитет: Новые подходы к осмыслению понятий. Материалы 4-го Конвента РАМИ «Пространство и время в мировой политике и международных отношениях» / Под ред. И. М. Бусыгиной. — М.: МГИМО-Университет, 2007.
- Общественно-политический лексикон. — М.: МГИМО-Университет, 2009. (в соавторстве с Андреем Захаровым)
- Страны-гиганты: Проблемы территориальной стабильности / Сборник докладов под ред. И. М. Бусыгиной, Л. В. Смирнягина, М. Г. Филиппова. — М.: МГИМО-Университет, 2010.
- Федерализм и этническое разнообразие в России / Под ред. И. Бусыгиной и А. Хайнеманна-Грюдера. — М.: РОССПЭН, 2010.
- Политическая география. Формирование политической карты мира. Учебник для студентов вузов. — М.: Проспект, 2010.
- Политическая модернизация государства в России: Необходимость, направления, издержки, риски / Ирина Бусыгина, Михаил Филиппов; редактор Михаил Ледовский. — М.: Фонд «Либеральная миссия», 2012. — 224 с.